# Promyllantor purpureus
Promyllantor purpureus är en fiskart som beskrevs av Alcock, 1890. Promyllantor purpureus ingår i släktet Promyllantor och familjen havsålar. Inga underarter finns listade i Catalogue of Life.